# Stanley Cup 1983
La finale della Stanley Cup 1983 è stata una serie al meglio delle sette gare che ha determinato il campione della National Hockey League per la stagione 1982-83. Al termine dei playoff i New York Islanders, campioni della Prince of Wales Conference, si sfidarono contro gli Edmonton Oilers, campioni nella Clarence S. Campbell Conference. Gli Oilers nella serie finale di Stanley Cup usufruirono del fattore campo in virtù del maggior numero di punti ottenuti nella stagione regolare, 106 punti contro i 96 degli Islanders. La serie iniziò il 10 maggio e finì il 17 maggio con la conquista della Stanley Cup da parte degli Islanders per 4 a 0.
Per la formazione di New York si trattò del quarto successo consecutivo in altrettante apparizioni in finale, mentre gli Oilers furono la prima formazione proveniente dalla World Hockey Association a giungere fino alla serie finale della NHL. Dopo la dinastia degli Islanders nessuna franchigia professionistica nordamericana fu in grado di vincere quattro titoli consecutivi. Per la città di Edmonton si trattò della prima finale disputata in sessanta anni, infatti nel 1923 gli Edmonton Eskimos campioni della WCHL persero per 2-0 la serie finale contro gli Ottawa Senators.
Al termine della serie il portiere canadese Billy Smith fu premiato con il Conn Smythe Trophy, trofeo assegnato al miglior giocatore dei playoff.

## Contendenti

### New York Islanders
I New York Islanders conclusero la stagione regolare al secondo posto nella Patrick Division con 96 punti. Al primo turno superarono per 3-1 i Washington Capitals, mentre in finale di Division sconfissero nel derby cittadino i New York Rangers per 4-2. Nella finale della Conference affrontarono i vincitori della Adams Division dei Boston Bruins e li superarono per 4-2.

### Edmonton Oilers
Gli Edmonton Oilers conclusero la stagione regolare in prima posizione nella Smythe Division con 106 punti. Al primo turno sconfissero i Winnipeg Jets per 3-0, mentre in finale di Division superarono per 4-1 i Calgary Flames. In finale di Conference sconfissero per 4-0 i campioni della Norris Division, i Chicago Blackhawks.

## Serie

### Gara 1
| Edmonton 10 maggio 1983                                        | New York Islanders | 2 – 0 (1-0; 0-0; 1-0) referto | Edmonton Oilers | Northlands Coliseum (17.498 spett.) |
| \| \| \| \| \| D. Sutter 05:36 Morrow 59:48 \| Marcatori \| \| |                    |                               |                 |                                     |
|                                                                |                    |                               |                 |                                     |
| D. Sutter 05:36 Morrow 59:48                                   | Marcatori          |                               |                 |                                     |

### Gara 2
| Edmonton 12 maggio 1983 | New York Islanders | 6 – 3 (3-1; 2-1; 1-1) referto            | Edmonton Oilers | Northlands Coliseum (17.498 spett.) |
| \| \| \| \| \| Jonsson 14:21 Nystrom 17:55 Bossy 19:17 Bourne 28:03 B. Sutter 28:41, 54:11 \| Marcatori \| 08:39 Semenko 25:07 Kurri 44:48 Anderson \| |                    |                                          |                 |                                     |
| |                    |                                          |                 |                                     |
| Jonsson 14:21 Nystrom 17:55 Bossy 19:17 Bourne 28:03 B. Sutter 28:41, 54:11                                                                            | Marcatori          | 08:39 Semenko 25:07 Kurri 44:48 Anderson |                 |                                     |

### Gara 3
| Uniondale 14 maggio 1983                                                                                             | Edmonton Oilers | 1 – 5 (0-1; 1-0; 0-4) referto                                          | New York Islanders | Nassau Coliseum (15.317 spett.) |
| \| \| \| \| \| Kurri 21:05 \| Marcatori \| 19:41 Kallur 45:11 Bourne 46:21 Morrow 56:43 D. Sutter 59:02 B. Sutter \| |                 |                                                                        |                    |                                 |
| |                 |                                                                        |                    |                                 |
| Kurri 21:05 | Marcatori       | 19:41 Kallur 45:11 Bourne 46:21 Morrow 56:43 D. Sutter 59:02 B. Sutter |                    |                                 |

### Gara 4
| Uniondale 17 maggio 1983                                                                                          | Edmonton Oilers | 2 – 4 (0-3; 2-0; 0-1) referto                         | New York Islanders | Nassau Coliseum (15.317 spett.) |
| \| \| \| \| \| Kurri 20:35 Messier 39:39 \| Marcatori \| 11:02 Trottier 11:45 Tonelli 12:39 Bossy 58:51 Morrow \| |                 |                                                       |                    |                                 |
| |                 |                                                       |                    |                                 |
| Kurri 20:35 Messier 39:39                                                                                         | Marcatori       | 11:02 Trottier 11:45 Tonelli 12:39 Bossy 58:51 Morrow |                    |                                 |

## Roster dei vincitori
| Vincitori della Stanley Cup 1983 New York Islanders | Portieri: Roland Melanson, Billy Smith Difensori: Mike McEwen, Tomas Jonsson, Paul Boutilier, Denis Potvin (C), Ken Morrow, Stefan Persson, Gord Lane, Dave Langevin Attaccanti: Clark Gillies, Wayne Merrick, Duane Sutter, Bob Bourne, Greg Gilbert, Bryan Trottier, Mats Hallin, Brent Sutter, Mike Bossy, Bob Nystrom, Billy Carroll, John Tonelli, Anders Kallur, Butch Goring Staff Tecnico: Al Arbour (Allenatore), Lorne Henning (Ass. allenatore), Butch Goring (Ass. allenatore) |